# Ana Gallego Cuiñas
Ana Gallego Cuiñas (Marbella, 5 de septiembre de 1978) es catedrática de literatura latinoamericana, crítica literaria y gestora cultural. Desde 2021 ocupa el cargo de decana de la Facultad de Filosofía y Letras de la Universidad de Granada.

## Biografía
Nació en Marbella y cursó sus estudios en la Universidad de Granada, donde se licenció en Filología Hispánica (2000) y en Antropología Social y Cultural (2002) y se doctoró en Literatura hispanoamericana con la tesis Trujillo: El fantasma y sus escritoress (análisis y sistematización de la novela del trujillato) (2005), dirigida por Ángel Esteban del Campo. Obtuvo una beca postdoctoral que desarrolló en la Universidad de Princeton (EEUU), tutelada por Ricardo Piglia, y en la Universidad de la Sorbona (Francia). Fue contratada por el programa Ramón y Cajal (2010-2015) e investigadora y profesora visitante en las universidades de California Los Ángeles, Buenos Aires y Yale, así como profesora invitada en la Universidad de San Marcos de Lima, la UBA, Mackenzie, Toulouse y Costa Rica. En la actualidad es catedrática de literatura latinoamericana en el Departamento de Literatura española de la Universidad de Granada y decana de su Facultad de Filosofía y Letras.

## Investigación
Es autora de más de un centenar de publicaciones científicas en editoriales y revistas reconocidas en su campo. Sus líneas de investigación se centran en la narrativa argentina contemporánea, la escritura autobiográfica, los estudios transatlánticos, la cultura literaria del siglo XXI, el feminismo materialista, la narrativa trans/travesti y el mercado del libro, con especial énfasis en el sector editorial, las ferias, los festivales y las figuras de escritor/a. Sus trabajos se caracterizan por combinar los estudios literarios con la sociología, la teoría crítica, feminista y decolonial. En los últimos años, ha abierto una línea de investigación centrada en la relación de la literatura y la industria creativa con el Big Data y la Inteligencia Artificial. Ha sido invitada a escribir la entrada sobre “Ricardo Piglia” (2025) de la prestigiosa Oxford Research Encyclopedia of Literature como experta internacional en la obra del escritor argentino.   
Con una trayectoria académica de marcado perfil internacional, ha dictado conferencias plenarias, cursos y seminarios en EEUU, Francia, Noruega, Alemania, Argentina, Colombia, Perú, Brasil y España y ha organizado más de veinte congresos internacionales. Es Investigadora Principal de más de una decena de proyectos I+D y ha participado en equipos de investigación de proyectos y grupos internacionales de Paris-Sorbonne, Université de Lille, Universidad Nacional de la Plata, Oxford University, Universidad de Buenos Aires y Universität Graz. Desde 2018 lidera la Unidad Científica de Excelencia Iber-Lab. Crítica, Lenguas y Culturas en Iberoamérica. También es directora de tres colecciones editoriales de prestigio en los sellos Iberoamericana-Vervuert, Albatros y De Gruyter. Es evaluadora del European Reseach Council y de otras agencias nacionales e internacionales y ha participado como jurado en reputados premios como el Premio Iberoamericano de Letras José Donoso de Chile (2018), el Premio LASA al mejor libro publicado de Humanidades y Ciencias Sociales de Cono Sur (2021), el Premio Nacional de Investigación Ramón Menéndez Pidal y María Moliner en el ámbito de las Humanidades (2022) y el Premio Desmadres de No Ficción (2023), entre otros. 

## Docencia
En el ámbito docente, Ana Gallego ha sido profesora asociada en la Université de Toulouse-Jean Jaurès, Visiting Professor en el Centre dʼÉtudes Ibériques et Ibéro-Américaines (CEIIBA) de Toulouse y coordinadora desde 2015 del doble título del Máster en Estudios Latinoamericanos de Granada con el Master Recherche Langues et Civilisations étrangères Études Romanes de la Université de Toulouse-Jean Jaurès. También ha dirigido tres Proyectos de Innovación Docente (destacan “Granada, ciudad de lectores. Literatura y Arquitectura” y “UGR Cartonera”) y ha participado en otros cinco, toda vez que en los equipos docentes encargados de la elaboración del Grado en Filología Hispánica y del Máster en Estudios Latinoamericanos.
Es directora de la Iber-Lab International Doctoral Summer School y profesora en el Grado en Filología Hispánica, el Máster en Estudios Latinoamericanos y el Máster GEMMA Erasmus Mundus en Estudios de las Mujeres y de Género de la Universidad de Granada.

## Gestión cultural
Ana Gallego Cuiñas ha sido vicedecana de cultura e investigación de la Facultad de Filosofía y Letras entre 2013 y 2021, periodo en que inauguró varios premios (Microrrelatos Mar Contreras Chambó y UGRBooktuber), el primer Congreso de la Facultad de Filosofía y Letras, dos espacios expositivos y uno audiovisual y conocidos ciclos culturales como “Teoría y crítica de la cultura”,  “Diálogos feministas”, “Culturas del mundo” o “Vidas maestras”. Ha participado en la organización del Premio Booktuber FLG (2020) y en distintas mesas redondas de la Feria del Libro de Granada (2020 y 2021),  la Feria del Libro de Madrid (2021) y la Feria del Libro de Frankfurt (2022) sobre edición independiente. Como especialista en este tema y en industria cultural y feminismo, ha sido invitada a colaborar en dos ocasiones en el Informe sobre el Estado de la Cultura en España (2021 y 2023) que elabora la Fundación Alternativas. 
Es la creadora de la plataforma ECOEDIT sobre editoriales independientes en lengua castellana, que recoge más de 500 sellos de España y América Latina, la más grande que existe hasta la fecha. También es la promotora de la plataforma COVIDTECA. Hemeroteca de Humanidades sobre la Pandemia de Coronavirus (COVID-19) que recoge más de 7000 textos periodísticos publicados durante el primer año de pandemia en el espacio iberoamericano. 
En el ámbito de la transferencia de conocimiento y la divulgación, ha dirigido el documental “Mujer, papel y tijera” (2024) sobre la industria del libro, que ha ganado la biznaga del premio del público en la sección “Afirmando los derechos de las mujeres” de la 28ª Edición del Festival de Málaga. También es co-comisaria de CULTUR-ALH. Encuentro Interancional de Cultura Literaria de la Alhambra (2025).

## Política universitaria
En el ámbito de la gestión, ha sido miembro de la Comisión para la Garantía de la Calidad del Grado en Filología Hispánica (2011-2021); subcoordinadora del Máster Universitario en Estudios Latinoamericanos y miembro de su Comisión Académica. En la actualidad es miembro de la Junta de Centro, del Consejo de Gobierno, del Claustro universitario, de la Comisión Académica y de la Comisión de Investigación del Vicerrectorado de Investigación y Transferencia. Por último, ha sido vocal de la Junta Rectora de la Asociación Española de Estudios Literarios Hispanoamericanos (2014-2018) y miembro del Instituto Universitario de Investigación de Estudios de las Mujeres y de Género de la Universidad de Granada. Recientemente, también ha sido incluida en el Ranking de Mujeres Científicas del CSIC, nombrada asesora científica de CERLALC-UNESCO y vocal de la Comisión para el Fomento del Español Académico y Científico de la Universidad de Granada. Asimismo, es vicepresidenta de la Asociación de Decanatos de Humanidades y chair de la sección Cono Sur de LASA (2024-2025). 

## Premios y reconocimientos
- Ganadora del premio de investigación otorgado por CORDA FOUNDATION: “The Corda Foundation Awards for the Study of the Poetry of David Rosenmann-Taub”. Categoría: “Faculty Members and Scholars” (2013).
- Evaluación positiva de calidad de la producción y actividad científico-tecnológica que implican una trayectoria investigadora destacada a efectos del Programa I3 del Ministerio de Economía y Competitividad (2014).
- Evaluación positiva en programa de Ayuda para Incentivar la Incorporación Estable de Doctores del Ministerio de Economía y Competitividad (2017).
- Finalista del certamen RECICLAR ARTE de la Consejería de Medio Ambiente y Ordenación del Territorio de la Junta de Andalucía (2019).
- Primera mujer catedrática de literatura hispanoamericana del Departamento de Literatura española de la Universidad de Granada (2021).
- Jurado del Premio Iberoamericana de Letras José Donoso (2018).
- Jurado del I Premio de Novela Corta "Francisco Ayala" (2021).
- Jurado del Premio LASA al mejor libro publicado de Humanidades y Ciencias Sociales de Cono Sur (2021).
- Jurado del Premio Nacional de Investigación Ramón Menéndez Pidal y María Moliner en el ámbito de las Humanidades (2022).
- Jurado del Premio Desmadres de No Ficción (2023).
- Distinguida como Global Distinguished Visiting Scholar por la Universidad de Washington in Saint Louis (2025).
- Biznaga de Plata en la sección "Afirmando los derechos de las mujeres" por el documental "Mujer, papel y tijera. El juego de la edición"[2] en el 28º Festival de Málaga (2025).

## Libros, ediciones y monográficos
- 2009 - De Gabo a Mario. La estirpe del Boom, Madrid, Espasa-Calpe. Con Ángel Esteban. Enlace
- 2009 - “Onetti 100”, Ínsula, 750. Número monográfico de revista. Enlace (enlace roto disponible en Internet Archive; véase el historial, la primera versión y la última).
- 2012 - Entre la Argentina y España. El espacio transatlántico de la narrativa actual, Madrid,  Iberoamericana-Vervuert. Enlace
- 2013 - Queridos todos: el intercambio epistolar entre escritores hispanoamericanos y españoles del siglo XX, Bélgica, Peter Lang. Con Erika Martínez. Enlace
- 2014 - “Literatura y mercado global en español”, Ínsula, nº 813. Número monográfico de revista. Enlace
- 2014 - “Literatura y economía”, Cuadernos del CILHA, 21. Número monográfico de revista. Enlace
- 2016 - Diarios latinoamericanos del siglo XX,  Bélgica, Peter Lang. Con Christian Estrade y Fatiha Idmhand. Enlace
- 2017 - A pulmón (o sobre cómo editar de forma independiente en español), Granada, Esdrújula Ediciones. Con Erika Martínez. Enlace
- 2017 - La carta. Reflexiones interdisciplinares sobre la epistolografía, Granada, Editorial Universidad de Granada. Con Aurora López López y Andrés Pociña Pérez. Enlace (enlace roto disponible en Internet Archive; véase el historial, la primera versión y la última).
- 2018 - “La novísima literatura latinoamericana (2001-2015)”, Ínsula, 859-860. Número monográfico de revista. Enlace
- 2019 - La novela argentina del siglo 21. Nuevos modos de producción, circulación y recepción, New York, Peter Lang. Enlace
- 2019 - Otros. Ricardo Piglia y la literatura mundial, Madrid, Iberoamericana-Vervuert. Enlace
- 2019 - “Los mercados de la literatura del siglo XXI”, Caravelle, 113. Número monográfico de revista. Enlace
- 2020 - El libro. Reflexiones interdisciplinares sobre la lectura, la biblioteca y la edición, Granada, Editorial Universidad de Granada. Con Aurora López López y Andrés Pociña Pérez. Enlace
- 2021 - Novísimas. Las narrativas latinoamericanas y españolas del siglo XXI, Madrid, Iberoamericana. Enlace
- 2022 - “Gatekeepers o cómo se produce la literatura latinoamericana mundial”, Revista Chilena de Literatura, 105. Número monográfico de revista. Con Jorge J. Locane. Enlace
- 2022 - Latin American Literatures in Global Markets. The World Inside, Leiden/Boston, Brill. Con Mabel Moraña. Enlace
- 2022 - Cultura literaria y políticas de mercado. Editoriales, ferias y festivales, Berlin, De Gruyter. Enlace
- 2022 - Pensamiento, Pandemia y Big Data. El impacto sociocultural del coronavirus en el espacio iberoamericano, Berlin, De Gruyter. Con José Antonio Pérez Tapias. Enlace
- 2023 - Humanities and Big Data in Ibero-America. Methodological issues and practical applications, Berlin, De Gruyter, 2023. Con Daniel Torres-Salinas. Enlace